# Brooklands (Christchurch)
Brooklands  est la plus au nord des banlieues de la cité de Christchurch, située dans l’Île du Sud de la Nouvelle-Zélande.

## Situation
Le village fut construit sur un ancien marais adjacent au « lagon de Brooklands» qui forme une partie de l’embouchure du fleuve Waimakariri.
Les dommages aux terrains subit lors du Séisme de 2010 à Canterbury puis du Séisme de 2011 à Christchurch et en conséquence la déclaration de la classification en Zone rouge (en) ,ce qui entraîna le rachat et la démolition de pratiquement toutes les propriétés dans le secteur de Brooklands, a effectivement effacé la banlieue de la carte de la Nouvelle-Zélande .

## Géographie
Vers le nord, la limite est le fleuve Waimakariri.
Le lagon de Brooklands (en) constitue la partie est de la banlieue, faisant face à la baie de Pegasus et formant une partie de l’embouchure du fleuve Waimakariri .
La rivière Styx s’écoule à travers la banlieue de Brooklands et se jette dans le « lagon de Brooklands ».
Kainga est la banlieue semi-rurale située à l’ouest.
La  forêt de Bottle Lake (en) est localisée vers le sud de la banlieue de Brooklands.

## Histoire

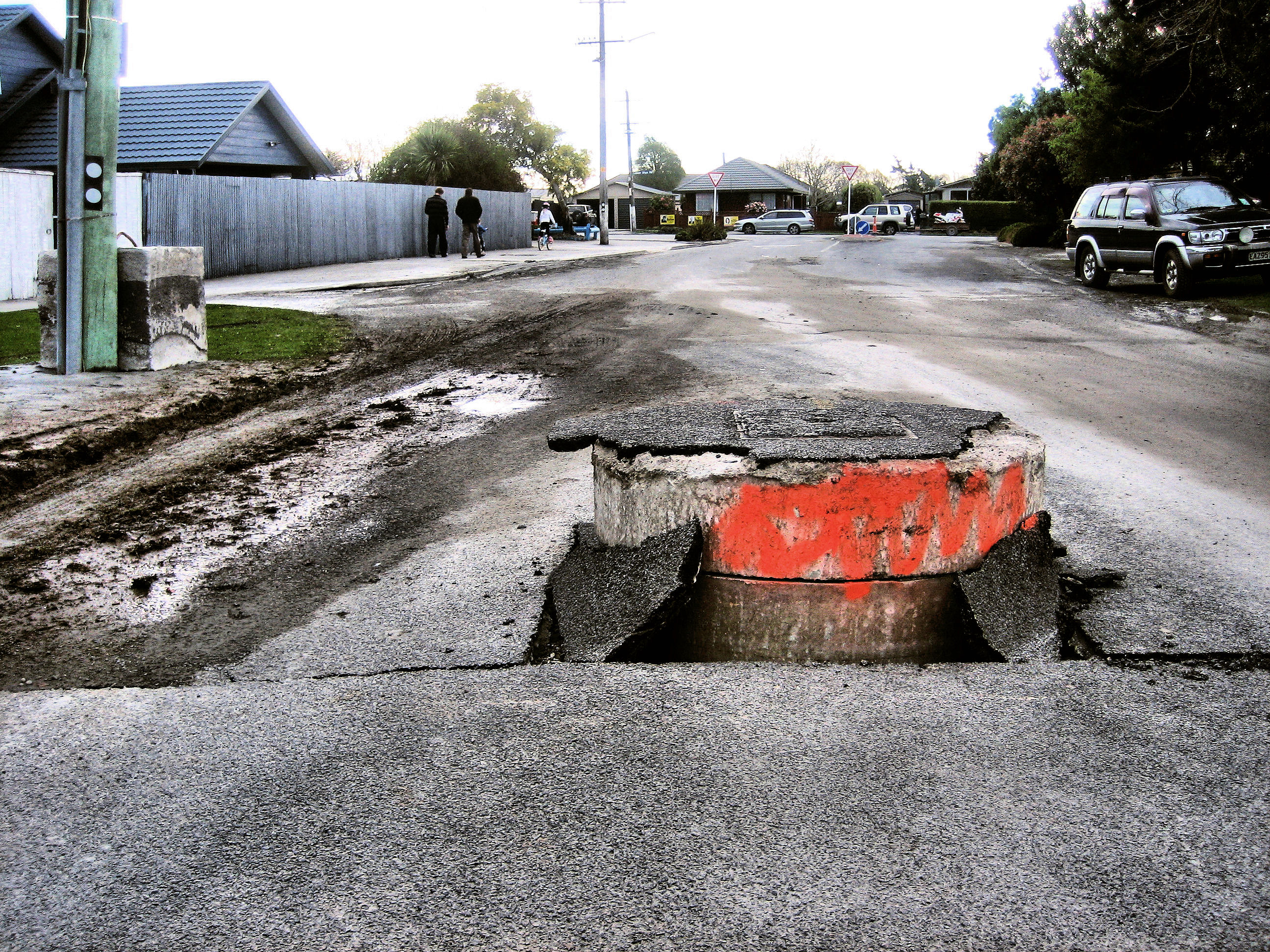
Dommages au niveau de Brooklands où la flottabilité causée par le phénomène de liquéfaction du sol poussant vers le haut une structure de drainage souterraine destinée à l’évacuation des eaux lors des tempêtes

Déjà en 1960, Brooklands était considérée comme une "colonie délabrée, formée de maisons en fibrolite", et un logements bien construits était  "presque un sujet de discussion".
Pendant 50 ans,le problème de l’habitat fut un sujet des plus substantiels .

### Tremblements de terre de 2010/11
La banlieue fut sévèrement affectée par le Séisme de 2010 à Canterbury puis par le Séisme de 2011 à Christchurch (en), dont il résulta d’une subsidence des terrains avec un phénomène de liquéfaction du sol.
Dans le cadre des réparations au décours du tremblement de terre, le gouvernement annonça le 17 novembre 2011, que la vaste majorité de la banlieue de Brooklands devait être classée en zone rouge (en), signifiant que les propriétés résidentielles, qui avaient une assurance pourraient recevoir ainsi une offre pour un rachat par le gouvernement de la maison et du terrain .
Les terrains sont considérés comme non économiques à remettre en état alors que les maisons,qui sont en place dessus et doivent donc être rachetés pour être démolies.
Certaines des propriétés maintenant condamnées avaient été construites seulement en 2011, et au moins une maison avait obtenu son permis de construire de la part du conseil de la cité de Christchurch (en) seulement après le tremblement de terre de février 2011
Olly Ohlson connu comme le premier présentateur Māori à ancrer un show spécialement pour les enfants nommé Après l’école (en), fut l’un des plus fermes opposants au fait que les terrains soient reconnus en zone rouge et il se rendit dans la Péninsule d'Otago à la fin de l’année 2013
En 2015, la majorité des propriétés dans la ville de Brooklands ont été démolies, laissant seulement 25 résidents, qui refusèrent l’offre de rachat du gouvernement pour les terres restantes dans le secteur .